# Trevor Gillies
Trevor Gillies (* 30. Januar 1979 in Cambridge, Ontario) ist ein ehemaliger kanadischer Eishockeyspieler, der seit im Verlauf seiner aktiven Karriere zwischen 1996 und 2018 unter anderem 775 Spiele in der American Hockey League (AHL) und ECHL auf der Position des linken Flügelstürmers bestritten hat. Darüber hinaus absolvierte Gillies, der den Spielertyp des Enforcers verkörperte, weitere 57 Partien für die Mighty Ducks of Anaheim und New York Islanders in der National Hockey League (NHL).

## Karriere

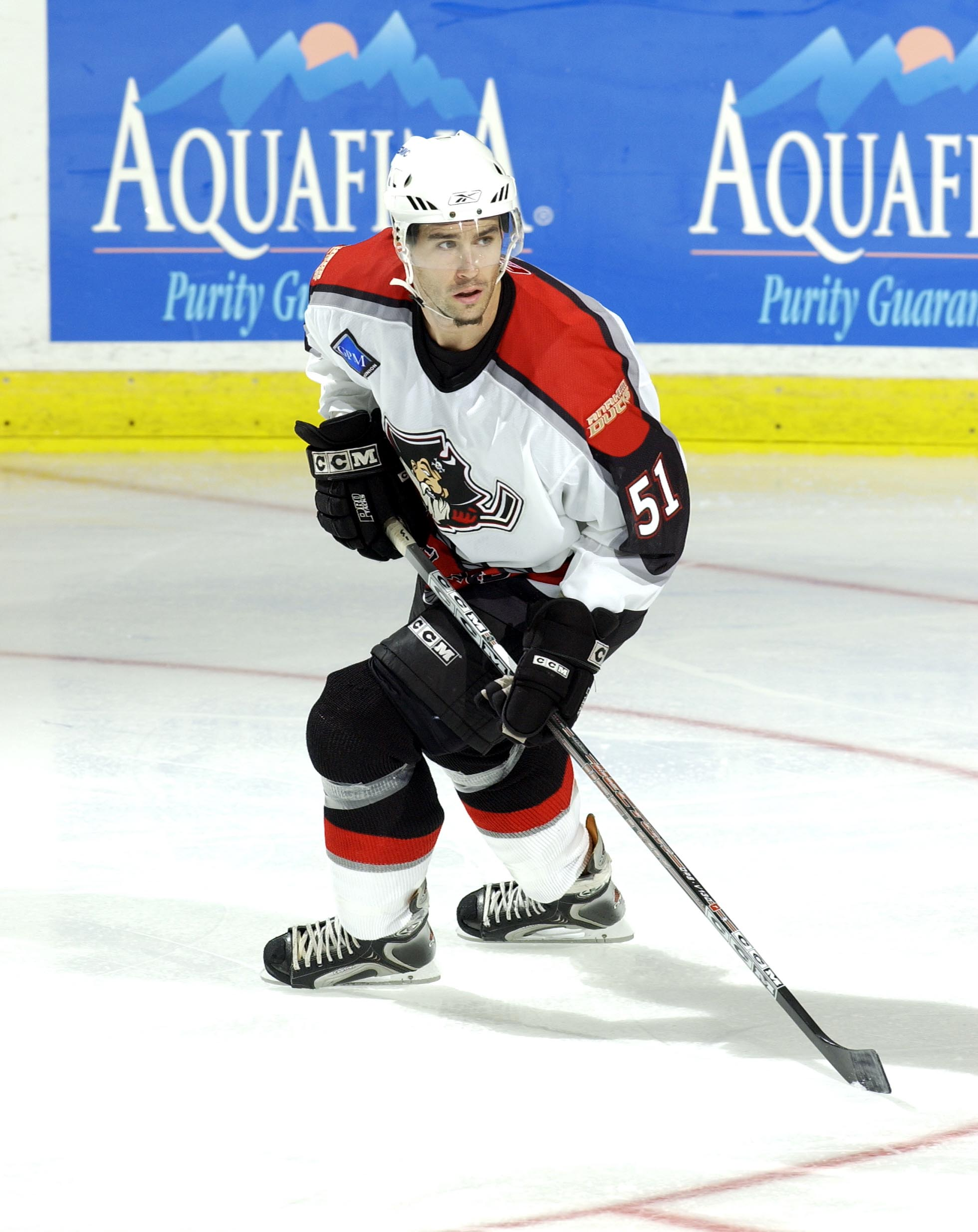
Gillies im Trikot der Portland Pirates (2006)

Trevor Gillies begann seine Karriere als Eishockeyspieler in der kanadischen Juniorenliga Ontario Hockey League (OHL), in der er zwischen 1996 und 1999 für die North Bay Centennials, Sarnia Sting und Oshawa Generals aktiv war. In der Folgezeit konnte sich der Flügelspieler in den Minor Leagues American Hockey League (AHL) und East Coast Hockey League (ECHL) etablieren, spielte jedoch bis 2003 nie über einen längeren Zeitraum für ein Franchise. Bis dahin lief er in der AHL für die Lowell Lock Monsters, Worcester IceCats und Providence Bruins sowie in der ECHL für die Mississippi Sea Wolves, Greensboro Generals, Augusta Lynx und Richmond Renegades auf. 
Zwischen 2003 und 2005 spielte Gillies je ein Jahr lang für die Springfield Falcons und, nachdem er im Juli 2004 einen Vertrag bei den New York Rangers aus der National Hockey League (NHL) erhalten hatte, das Hartford Wolf Pack in der AHL. Anschließend war der Stürmer zwei Jahre lang für deren Ligarivalen Portland Pirates aktiv, da er im August 2005 gemeinsam mit einem Viertrunden-Wahlrecht im NHL Entry Draft 2007 im Austausch für Steve Rucchin zu den Mighty Ducks of Anaheim transferiert worden war. In diesem Zeitraum kam er zudem zu seinem Debüt in der NHL für die Mighty Ducks. Ebenso absolvierte er sieben Einsätze für seinen Ex-Klub Augusta Lynx in der ECHL. Nach zwei Spielzeiten bei den Albany River Rats in der AHL, die als Kooperationspartner der Carolina Hurricanes fungierten, bei denen Gillies im Sommer 2007 ein Arbeitspapier unterzeichnet hatte, wechselte der Kanadier zur Saison 2009/10 als Free Agent zunächst zu den Bridgeport Sound Tigers. Später im Saisonverlauf wurde der Vertrag auch auf den NHL-Kooperationspartner New York Islanders ausgeweitet, für die er in 14 Spielen ein Tor vorbereitete. Auch die Saison 2010/11 begann Gillies im NHL-Team der Islanders, allerdings war diese von zwei längeren Sperren gegen ihn geprägt. Im Februar 2011 wurde er für ein Foul an Eric Tangradi für neun Spiele gesperrt, einen Monat später folgte eine weitere Sperre von zehn Partien nach einem Foul an Cal Clutterbuck. Aufgrund dessen und der oftmaligen Verbannung auf die Tribüne als überzähliger Spieler im Kader kam der Angreifer daher in den folgenden beiden Spieljahren nur zu 42 weiteren NHL-Einsätzen. Ebenso kam er im Spieljahr 2011/12, die zudem von einer hartnäckigen Leistenverletzung geprägt war, auch wieder zu Einsatzminuten für die Bridgeport Sound Tigers.
Im Sommer 2012 verließ Gillies erstmals Nordamerika und schloss sich im Juni Witjas Tschechow aus der Kontinentalen Hockey-Liga (KHL) an. Nach 24 Spielen verließ er den russischen Klub jedoch im folgenden Sommer und wechselte zum finnischen Hauptstadtverein Helsingfors IFK in die Liiga. Er kehrte nach nur drei Einsätzen aber bereits im Dezember 2013 wieder in die Vereinigten Staaten zurück, wo er sich den Orlando Solar Bears aus der ECHL anschloss. Über die Solar Bears erhielt er zum Jahresanfang einen Vertrag bei den Abbotsford Heat aus der AHL. Dort beendete er die Spielzeit. Als Free Agent schloss sich Gillies zur Saison 2014/15 dem Ligakonkurrenten Adirondack Flames an. Sein Engagement dort wurde abermals durch eine längere Sperre überschattet. Zum Spieljahr 2015/16 kehrte der Enforcer in die ECHL zurück, wo er seine Karriere in den folgenden drei Jahren bei den South Carolina Stingrays ausklingen ließ. Im August 2018 gab der 39-Jährige das Ende seiner aktiven Laufbahn bekannt.

## Karrierestatistik
(Legende zur Spielerstatistik: Sp oder GP = absolvierte Spiele; T oder G = erzielte Tore; V oder A = erzielte Assists; Pkt oder Pts = erzielte Scorerpunkte; SM oder PIM = erhaltene Strafminuten; +/− = Plus/Minus-Bilanz; PP = erzielte Überzahltore; SH = erzielte Unterzahltore; GW = erzielte Siegtore; 1 Play-downs/Relegation; Kursiv: Statistik nicht vollständig)